# CA 페나폴렌시
클루비 아틀레치쿠 페나폴렌시(Clube Atlético Penapolense)는 1944년에 창단한 브라질 상파울루주 페나폴리스를 연고로 하는 축구팀이다. 2017년 현재 브라질 상파울루 주 4부 리그 상파울루 주 리그 세리에 B에 참가하고 있다.

## 선수 명단

### 현역
참고: FIFA 자격 규정에 따라 소속된 국가대표팀 국기를 표시합니다. 선수는 복수의 FIFA 비회원국 국적을 가지고 있을 수 있습니다.
| 번호 | 포지션 | 국적 | 이름 |
| ---- | ------ | ---- | ---- |

| 번호 | 포지션 | 국적 | 이름             |
| ---- | ------ | ---- | ---------------- |
| -    | MF     |      | 루캉 두 브레이크 |